# Limnophila tasioceroides
Limnophila tasioceroides är en tvåvingeart som beskrevs av Alexander 1933. Limnophila tasioceroides ingår i släktet Limnophila och familjen småharkrankar. Inga underarter finns listade i Catalogue of Life.